# Renunciates of Darkover
Renunciates of Darkover este o antologie de povestiri științifico-fantastice (de fantezie științifică) care a fost editată de scriitoarea americană Marion Zimmer Bradley. 
Povestirile fac parte din Seria Darkover care are loc pe planeta fictivă Darkover din sistemul stelar fictiv al unei gigante roșii denumită Cottman. Planeta este dominată de ghețari care acoperă cea mai mare parte a suprafeței sale. Zona locuibilă se află la doar câteva grade nord de ecuator.
Cartea Renunciates of Darkover a fost publicată pentru prima dată de DAW Books (nr. 844) în martie 1991.

## Cuprins
- Introducere, de Marion Zimmer Bradley
- "Strife", de Chel Avery
- "Amazon Fragment"  (după o schiță de Thendara House), de Marion Zimmer Bradley
- "Broken Vows", de Annette Rodriguez
- "If Only Banshees Could See", de Janet R. Rhodes
- "A Midsummer Night’s Gift", de Deborah Wheeler
- "The Honor of the Guild", de Joan Marie Verba
- "A Butterfly Season", de Diana L. Paxson
- "Misjudged Situations", de Kelly B. Jaggers
- "Awakening", de Mary Fenoglio
- "Carlina’s Calling", de Patricia Duffy Novak
- "A Beginning", de Judith Kobylecky
- "Set a Thief", de Mercedes R. Lackey
- "Shut-in", de Jean Lamb
- "Danila’s Song," by Vera Nazarian
- "A Proper Escort", de Elisabeth Waters
- "The Lesson in the Foothills", de Lynne Armstrong-Jones
- "Summer Fair", de Emily Alward
- "Varzil’s Avengers", de Diann S. Partridge
- "To Touch a Comyn", de Andrew Rey
- "About Time", de Patricia B. Cirone
- "Family Visit", de Margaret L. Carter
- "Dalereuth Guild House",  de Priscilla W. Armstrong